# ميتشيل فيرغسون
ميتشيل فيرغسون (بالإنجليزية: Mitchell Ferguson)‏ هو لاعب كرة قدم أمريكي في مركزي الدفاع والوسط، ولد في 29 أبريل 2003 في غلن كاربون في الولايات المتحدة. لعب مع بروتلاند تيمبرز 2.